# Ложногусеница

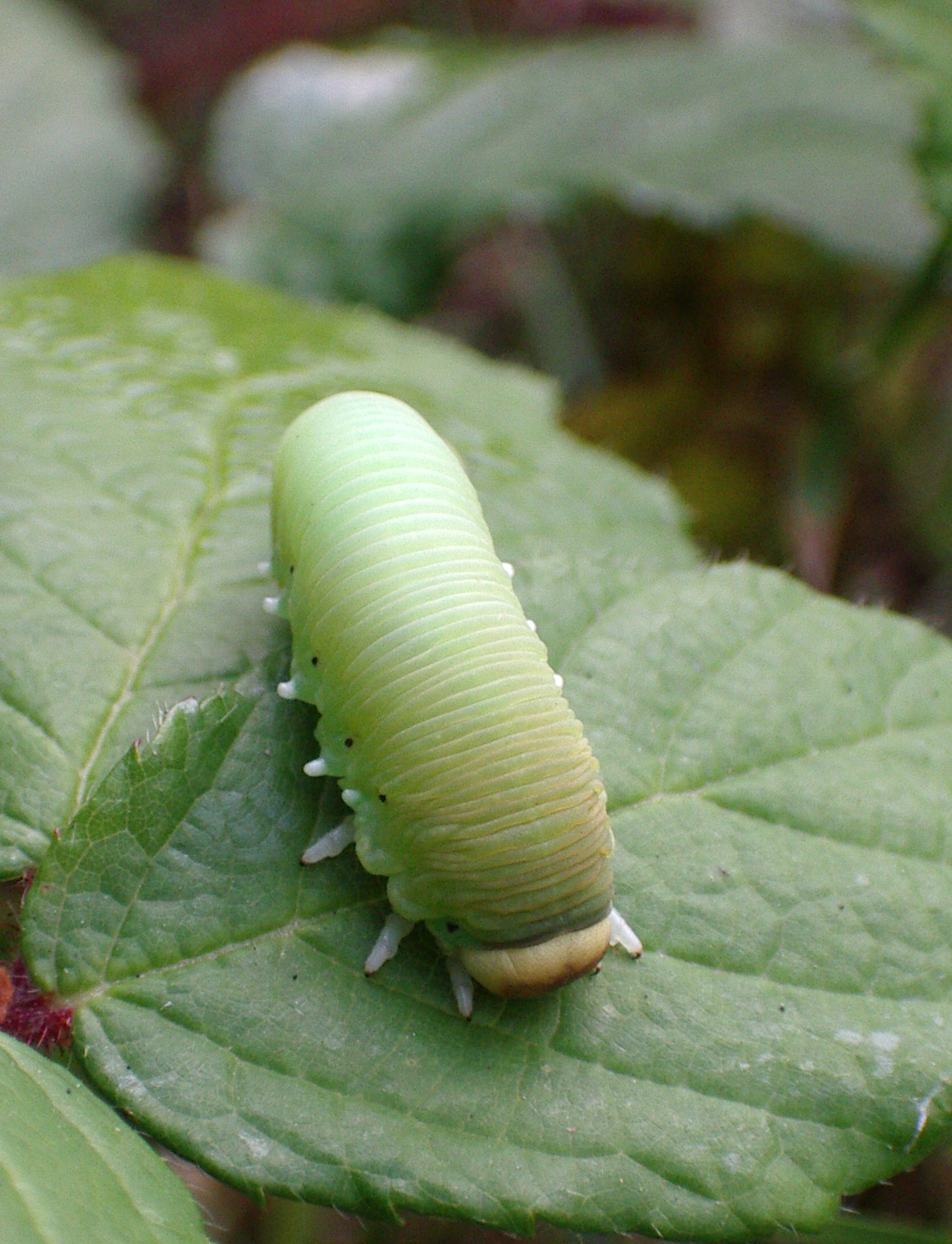
Ложногусеница большой буковый пилильщик|большого букового пилильщика (Cimbex fagi)

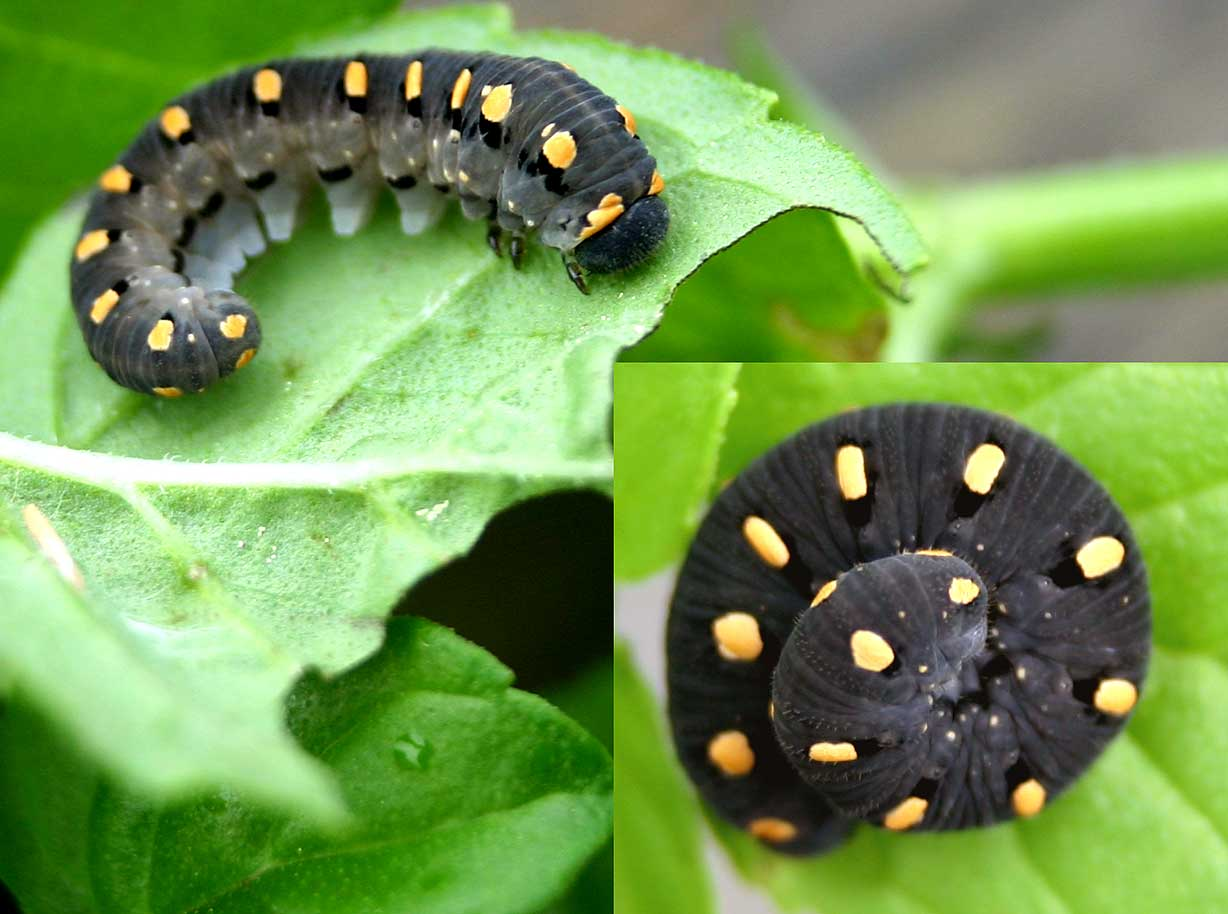
Ложногусеница пилильщика Tenthredo marginella

Ложногу́сеница — личинка насекомых семейства настоящих пилильщиков (Tenthredinidae). Часто ложногусеницами называют личинок всех семейств надсемейства пилильщиков  (Tenthredinoidea) — группы семейств из отряда перепончатокрылых.
Название «ложногусеницы» связано со значительным внешним сходством данных личинок с настоящими гусеницами бабочек. Основным отличительным признаком ложногусениц является бо́льшее по сравнению с гусеницами число брюшных (ложных) ножек (6—8 пар, тогда как настоящие гусеницы имеют 5 или менее), которые развиты на II—X, а не III—VI и X сегментах тела, и отсутствие характерных крючьев на их подошвах. Голова ложногусениц хорошо развита. Окраска головы и расположение на ней пятен существенно различаются у разных видов; на ней всегда имеются 2 глазка, по одному с каждой стороны, а также короткие усики. Окраска тела отличается значительным разнообразием; последние, а часто и первые сегменты тела при этом по своей окраске иногда резко отличаются от остальных. Поверхность сегментов часто может иметь волоски, плоские или конусовидные бородавки, простые или ветвящиеся шипики, которые, как правило, располагаются поперечными рядами. Ложногусеницы некоторых из видов имеют на конце тела 2 хорошо заметных коротких выступа. У некоторых видов тело покрыто слизью. Грудные ноги — 4-члениковые.
Ложногусеницы, как правило, питаются на различных видах растений. Отдельные виды могут быть очень специфичны в выборе кормовых растений. Личинки могут скатывать или минировать листья, а также образовывать галлы. Три семейства являются ксилофагами (древесные осы), одно семейство — паразитическое.
Ложногусеницы некоторых видов пилильщиков являются серьёзными вредителями сельскохозяйственных культур, наносящими значительный экономический ущерб сельскому хозяйству (в первую очередь это касается видов, ложногусеницы которых являются вредителями плодовых деревьев). Некоторые виды являются серьёзными вредителями лесов.